# 体育中心东站
体育中心东站是南宁轨道交通4号线的地铁车站，位于中华人民共和国广西壮族自治区南宁市良庆区五象大道与那黄大道交叉口，于2020年11月23日开通。

## 车站结构
体育中心东站位于五象大道与那黄大道交叉口，沿五象大道设置，大致呈东西走向，为地下二层岛式站台车站，车站长204.2米，标准段宽21.7米，车站地下一层为站厅层，地下二层为站台层，站台设置全高站台门。
| 地面              | 出入口 | A、B、C、D出入口                                                                                                  |
| 地下一层          | 站厅   | 客服中心、自动售票机、验票机                                                                                      |
| 地下二层          | 站台   | \| \| \| █ 4号线往洪运路（体育中心西） \| \| 島式 · 開左邊车门 \| \| \| \| \| \| █ 4号线往楞塘村（良庆大桥南） \| |
|                   |        | █ 4号线往洪运路（体育中心西）                                                                                     |
| 島式 · 開左邊车门 |        | |
|                   |        | █ 4号线往楞塘村（良庆大桥南）                                                                                     |

## 出入口
体育中心东站共有4个出入口，各出口及周围设施如下所示：
| 编号                | 出入口信息                                                                           | 照片 | 无障碍设施 |
| ------------------- | ------------------------------------------------------------------------------------ | ---- | ---------- |
| A · 出口            | 五象大道，那黄大道，博艺路，良堤路                                                   |      | 不適用     |
| B · 出口 · （设有） | 那黄大道，五象大道，东一路，广西体育中心，广西体育中心网球馆，广西体育中心游泳跳水馆 |      |            |
| C · 出口            | 五象大道，那黄大道，广西壮族自治区体育彩票管理中心                                   |      | 不適用     |
| D · 出口 · （设有） | 五象大道，那黄大道，良堤路                                                           |      |            |
| 图例： 设有         |                                                                                      |      |            |

## 接驳交通

### 公交车
- 那黄五象路口：26路，702路
- 体育中心东地铁站：26路，49路，106路
- 广西体育中心公交首末站：106路，708路

## 车站历史
本站工程名与正式站名均为体育中心东站，以车站所处的广西体育中心东侧命名。
- 2017年7月11日，车站主体结构封顶[2]。
- 2020年11月23日，车站随4号线首通段通车开通[1]。